# Конрад I Ландшад фон Щайнах
Конрад I Ландшад фон Щайнах (на немски: Kontz/Konrad Landschad von Steinach; † 8 февруари 1377) е благородник от фамилията „Ландшад-Щайнах“ от Оденвалд в Южен Хесен.
Той е син на Дитер I фон Щайнах († сл. 1335) и съпругата му Маргарета фон Ерлигхайм († 1349), внучка на Албрехт II фон Ерлингхайм († 1287), дъщеря на Хайнрих I фон Ерлигхайм († сл. 1316). Внук е на Улрих IV фон Щайнах († пр. 1314). Правнук е на Блигер X фон Щайнах († сл. 1286).

## Фамилия
Конрад I Ландшад фон Щайнах се жени пр. 1357 г. за Маргарета фон Хиршхорн († 1393), внучка на Албрехт I фон Хиршхорн († пр. 1329), дъщеря на Йохан III фон Хиршхорн († сл. 1345) и Гуда фон Ментцинген († сл. 1344). Те имат една дъщеря:
- Гуда Ландшад фон Щайнах († 16 септември 1403), омъжена пр. 2 юни 1385 г. за Дитер II Кемерер фон Вормс († 23 септември 1398)

Вдовицата му Маргарета фон Хиршхорн се омъжва втори път пр. 1378 г. за Хайнрих фон Цвайбрюкен, господар фон Херенщайн († сл. 1406), син на граф Симон I фон Цвайбрюкен-Бич († 1355) и Агнес фон Лихтенберг († 1378).